# Oldenlandia corymbosa
Oldenlandia corymbosa är en måreväxtart som beskrevs av Carl von Linné. Oldenlandia corymbosa ingår i släktet Oldenlandia och familjen måreväxter.

## Underarter
Arten delas in i följande underarter:
- O. c. caespitosa
- O. c. corymbosa
- O. c. linearis
- O. c. microcarpa
- O. c. nana